# Sylvain Francisco
Sylvain Francisco (Créteil, 10 ottobre 1997) è un cestista francese.

## Statistiche

### Eurolega
| Anno      | Squadra         | PG | PT | MP   | TC%  | 3P%  | TL%  | RP  | AP  | PRP | SP  | PP   |
| --------- | --------------- | -- | -- | ---- | ---- | ---- | ---- | --- | --- | --- | --- | ---- |
| 2023-2024 | Bayern Monaco   | 33 | 0  | 19,3 | 38,7 | 35,4 | 81,4 | 1,7 | 3,2 | 0,7 | 0,0 | 10,6 |
| 2024-2025 | Žalgiris Kaunas | 34 | 18 | 25,5 | 39,7 | 34,2 | 75,6 | 2,6 | 4,5 | 0,9 | 0,4 | 14,6 |
| Carriera  | Carriera        | 67 | 18 | 22,4 | 39,3 | 34,7 | 77,5 | 2,2 | 3,9 | 0,8 | 0,2 | 12,6 |

### Eurocup
| Anno      | Squadra          | PG | PT | MP   | TC%  | 3P%  | TL%  | RP  | AP  | PRP | SP  | PP  |
| --------- | ---------------- | -- | -- | ---- | ---- | ---- | ---- | --- | --- | --- | --- | --- |
| 2017-2018 | Metropolitans 92 | 10 | 2  | 16,6 | 59,1 | 50,0 | 72,7 | 1,5 | 1,6 | 0,4 | 0,1 | 7,2 |
| Carriera  | Carriera         | 10 | 2  | 16,6 | 59,1 | 50,0 | 72,7 | 1,5 | 1,6 | 0,4 | 0,1 | 7,2 |

## Palmarès

### Squadra
- Liga catalana: 1

Manresa: 2021
- Campionato tedesco: 1

Bayern Monaco: 2023-2024
- Coppa di Germania: 1

Bayern Monaco: 2023-2024
- Coppa di Lituania: 1

Žalgiris Kaunas: 2024-2025
- Campionato lituano: 1

Žalgiris Kaunas:  2024-2025

### Individuale
- MVP BBL-Pokal: 1

Bayern Monaco: 2023-2024
- Lietuvos krepšinio lyga MVP finali: 1

Žalgiris Kaunas:  2024-2025